# سیارک ۲۱۶۲۶
سیارک ۲۱۶۲۶ (به انگلیسی: 21626 Matthewhall، نامگذاری:1999NP2) بیست و یک هزار و ششصد و بیست و ششمین سیارک کشف شده‌است که در ۱۲ ژوئیه ۱۹۹۹ کشف شد.
قدر مطلق سیارک برابر ۱۲.۹ است.